# Adolph Fibiger
Johan Adolph Fibiger (født 31. maj 1791 på Snoghøj, død 21. august 1851 i København) var en dansk officer, bror til J.S. Fibiger og P.G. Fibiger og far til Ilia Fibiger, Mathilde Fibiger, Christian Adolph Ferdinand Fibiger, Carl Axel Ilius Fibiger og Otto Fibiger.

## Lærergerning på Den kgl. militære Højskole
Han var oprindelig bestemt for søen, men opgav denne løbebane og indtrådte, 15 år gammel, i Landkadetkorpsets næstældste klasse. I 1808 blev han fændrik, sekondløjtnant ved Holstenske Skarpskyttekorps i 1809, overgik i 1810 til Ingeniørkorpset, men flyttedes året efter tilbage til infanteriet, hvor han avancerede til premierløjtnant, stilledes à la suite ved 1. Jyske Infanteriregiment og fik ansættelse ved Landkadetkorpset, først som skoleofficer, derpå fra 1813 som fast lærer i matematik og senere tillige i fortifikation og taktik. I denne gerning, ved hvilken han erhvervede sig et smukt lov som en fremtrædende dygtig lærer, virkede Fibiger – der ved reduktionen af Hæren efter tabet af Norge gennemført i 1816 fik afsked som kaptajn, men på ny blev optaget i Hæren i 1822 og i 1829 erholdt majors karakter – uafbrudt indtil 1830, da han blev ansat som kommandør for den lige oprettede Militære Højskole. Her kom han imidlertid straks på kant med undervisningsdirektøren, oberstløjtnant Werner Abrahamson, hvis grundsyn på Højskolens opgave og pligter han ikke kunne dele, og efter en forbigående tilnærmelse blev spændingen mellem dem til sidst så stærk, at fortsat samarbejde var umuligt.
Striden blev løst af Frederik VI uden den nærmere undersøgelse, der ellers var forlangt af Abrahamson, ved at begge i slutningen af 1835 blev fjernet fra Højskolen, hvorpå posten som land- og søkrigskommissær i 1. Jyske Distrikt blev tildelt Fibiger med bopæl i Vejle. Denne uventede forsættelse og overgang til en ny livsgerning, der lå hans udvikling fjern, var så meget mere et føleligt slag for Fibiger, som han var stærkt indlevet i de københavnske forhold og i en årrække havde hengivet sig til litterære sysler, der nu mere eller mindre måtte afbrydes.

## Militærteoretisk og -historisk forfatterskab
Sammen med F.H. Jahn havde han således i 1818 stiftet Magasin for militær Videnskabelighed og var medudgiver af de 14 årgange, der udkom af dette udmærkede tidsskrift; i 1831 blev han medredaktør af Borgervennen, i 1834 af Maanedsskrift for Litteratur, og da han afgik fra Højskolen, havde han lige lagt materiale til rette til udgivelsen af 1. Bind af Militært Repertorium. Blandt de mangfoldige bidrag, der i denne periodiske litteratur stammer fra hans frugtbare pen, skal nævnes Daniel Rantzaus Biografi, som belønnedes af Selskabet for de skjønne Videnskabers Forfremmelse og senere (1838) udkom særskilt, ligesom hans indlæg i den litterære strid mellem land- og sømagten i begyndelsen af 1830'erne fortjener at blive fremhævet som mønstre i retning af skarpsindig opfattelse, klar og koncis fremstilling. Samtidig skrev han lærebøger i fortifikation og i felttjeneste og medvirkede ved udgivelsen af Jahns Danmarks politisk-militære Historie under Unionskongerne (1835). I 1835 var han medstifter af Læseforeningen, som bidrog til at vække og bevare den politiske interesse hos Københavns borgerskab.

## Forbigåelse under Treårskrigen
Embedsstillingen i Jylland tiltalte imidlertid ikke Fibiger, og 1842 søgte han og fik sin afsked med oberstløjtnants karakter og vendte tilbage til København, hvor han straks genoptog sin litterære virksomhed, navnlig som medarbejder ved Militært Repertorium. Ved krigens udbrud i 1848 attråede han forgæves ansættelse i den aktive hær; derimod blev han i 1849 af direktøren for Armeens personel, oberst August Baggesen, i krigsministerens fraværelse ansat som kommandant i Fredericia, men da ministeren selv fra Als havde udnævnt oberstløjtnant Christian Lunding til denne vigtige post, måtte Fibiger efter få dages forløb fratræde denne og nøjes med at overtage kystkommandoen i det nordvestlige Fyn, hvor han forblev indtil våbenstilstanden. I 1851 døde han som oberst. Han var Ridder af Dannebrog.
Fibiger var gift to gange: Første gang (7. oktober 1812) med Margrethe Cecilie født Aasen (født i København 24. september 1794, død 15. november 1844), datter af proprietær Johannes Nielsen Aasen og Ane Marie Mathiesdatter; anden gang (1845) med Christiane Ulrikke født Halling (født 21. august 1801, datter af ritmester Hans Henrik Georg Halling til Frisholt (1775-1839) og Karen Dorothea Henriette født von Westen.